# Dysauxes pseudoservola
Dysauxes pseudoservola är en fjärilsart som beskrevs av Naufock 1934. Dysauxes pseudoservola ingår i släktet Dysauxes och familjen björnspinnare. Inga underarter finns listade i Catalogue of Life.